# 汝矣島

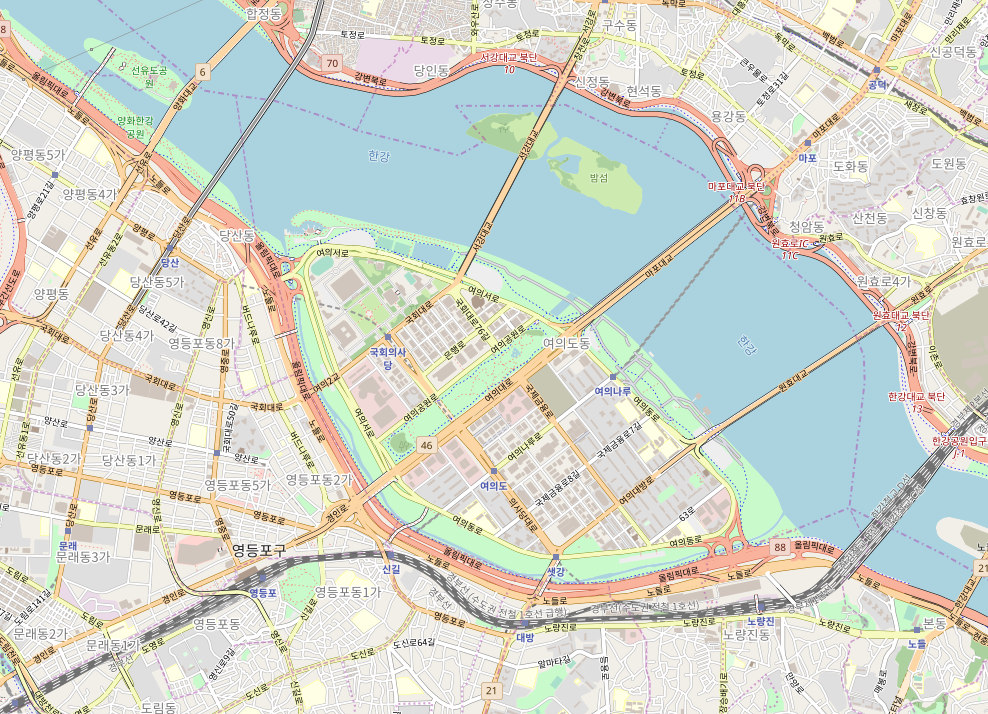
汝矣島　地図

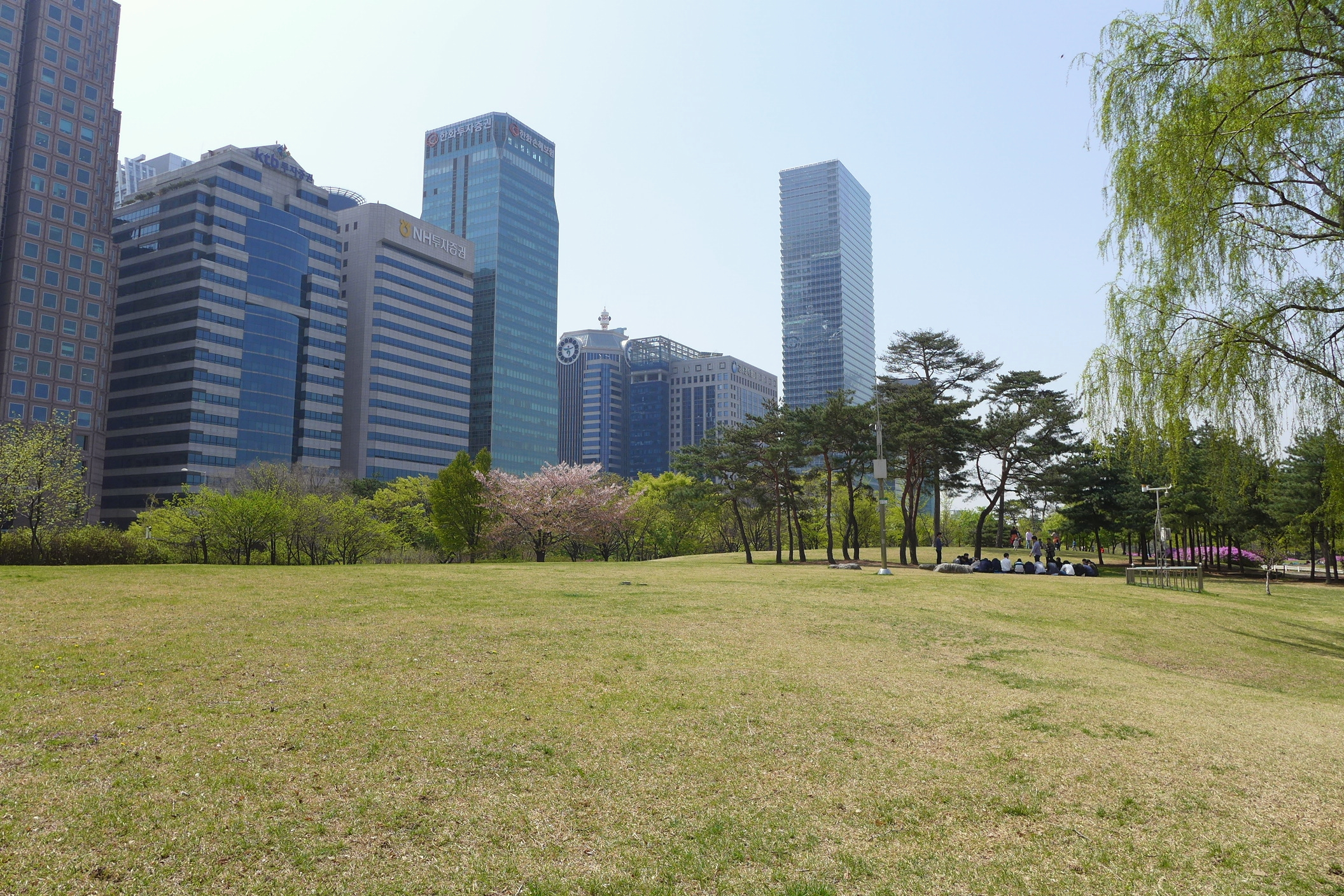
汝矣島公園

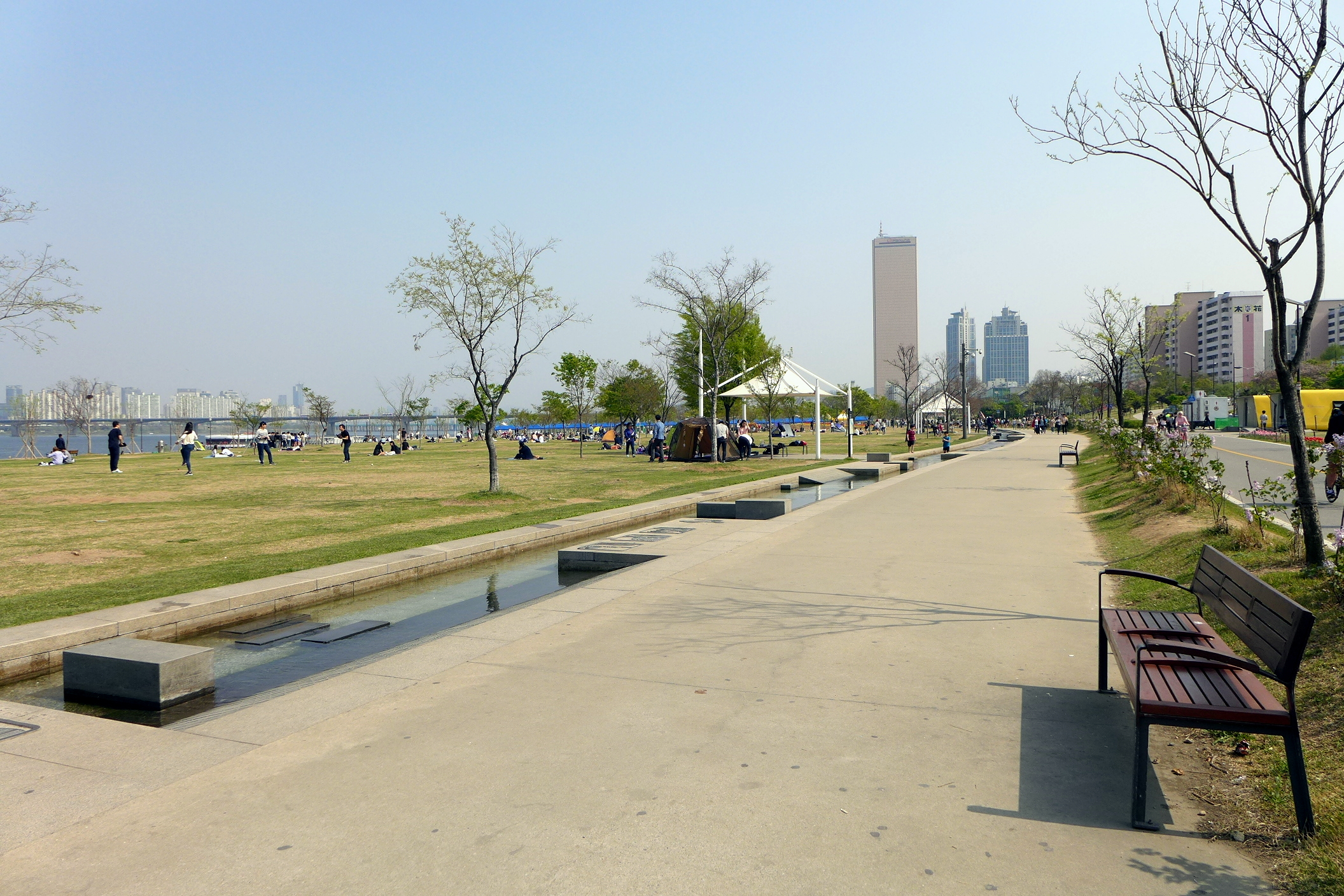
漢江の河原

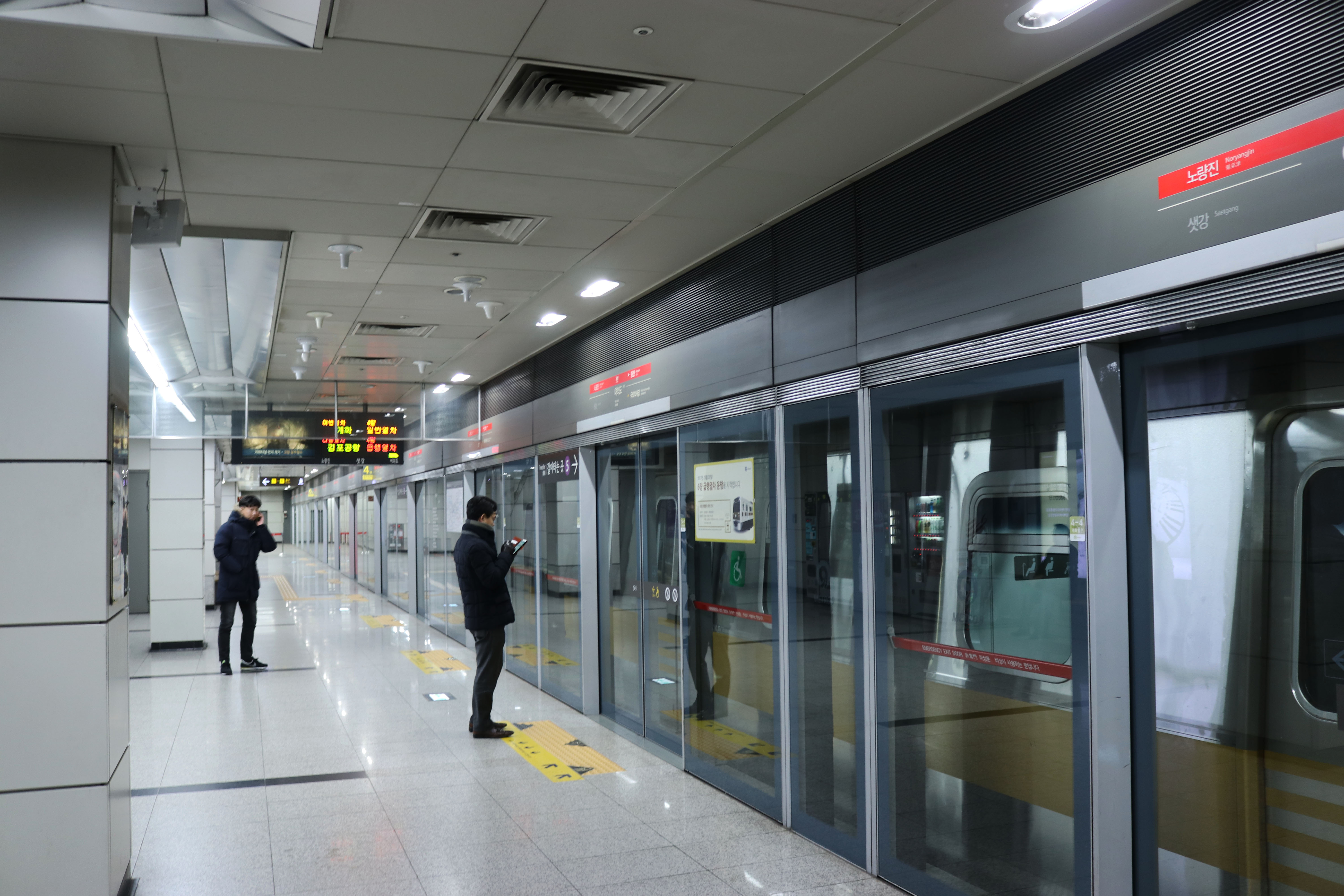
地下鉄　汝矣島駅

汝矣島（ヨイド、朝: 여의도）は、大韓民国ソウル特別市を流れる漢江の中州。同市の永登浦区に属する洞 (行政区画)。

## 概要
漢江に面した縦3キロメートル、横1キロメートルほどの広さの中州で大韓民国の国会議事堂や政府機関が置かれているほか、大手金融機関やメディアの本社が多数立地しており超高層ビル街を形成している。南東部は高層住宅街となっており約3万人の定住人口がある。韓国では面積換算の単位としても用いられ、土地の広さを説明する時に「汝矣島の○倍」という言い方がよく使われる（日本でいう「東京ドーム」）。
韓国証券取引所が立地し、周囲に証券会社が集中している。1985年開業の大韓生命63ビル（現 63ビル）は、木洞ハイペリーオンが完成する2003年まで韓国で最も高いビルであった。2012年には高層ビル4棟で構成されるソウル国際金融センター（IFCソウル）が全面開業し、高さ約285メートル・地上55階建ての第3国際金融センター (Three IFC) がソウルで最高層のビルとなった。汝矣島に立地する企業・経済関連の主要施設として、LGグループの本社ビルであるLGツインタワー、国民銀行汝矣島オフィス、全国経済人連合会の本部ビルである全経連会館（FKIタワー）なども挙げられる。
かつては3大テレビ放送ネットワークの中枢機能が集中していたが、SBSは2004年に本社・放送センターを陽川区木洞へ移転した。また文化放送 (MBC) も汝矣島放送センターと高陽市のスタジオ棟「ドリームセンター」の機能を統合するため、2014年に麻浦区上岩洞へ本社を移転した。これで汝矣島に本拠を置くのは韓国放送公社 (KBS) だけとなった。KBS別館は、1979年12月に竣工した東洋放送汝矣島スタジオが1980年の言論統廃合によってKBSに移管され、現在に至っている。またKBS本館に近接した東亜日報社汝矣島別館も、もとは東亜放送の事業拡大に備えて建設されたものである。汝矣島純福音教会や、同教会と関連の深い国民日報本社があるCCMMビルも汝矣島に立地する。
このように川の中州に経済やマスメディアの機能が集積したことから、かつて汝矣島は「ソウルのマンハッタン」としばしば形容された。しかし汝矣島唯一の高級ホテルであったニューマンハッタンホテルは2004年の改装を機にレキシントンホテルと名称を改め、汝矣島をマンハッタンになぞらえた時代の名残の一つが姿を消した（ただし、レキシントンもマンハッタンの主要な通りの名前ではある）。
広大な広場は労働組合や政治団体の集会に用いられていたが、現在では汝矣島公園となっている。以前のような大規模な政治集会などは行われなくなり、週末にはキャンピング場と季節広場の2カ所（4万5000平方メートル）には、レジャー客のテントが立ち並ぶ。

## 歴史
1751年に編纂された『都城三軍門分界総録』に初めて「汝矣島」の名称が登場する。川が増水すると島の大部分が水没するため住宅は建てられず、羊や馬の放牧地として使われた。
日本統治時代の1916年に軍用の汝矣島飛行場が建設された。1929年、日本航空輸送が東京・大連を結ぶ航空路を開設、その中継地となり軍民共用飛行場となった。第二次世界大戦後、大韓国民航空社の拠点空港となった。1958年に民間便は金浦国際空港に移転した。その後、空軍基地として利用されたが、1971年に閉鎖され区画整理が行われた。
1968年、朴正煕政権の下で汝矣島の本格的な開発が始まる。当時の政府は、汝矣島を「韓国のマンハッタン」にするというビジョンを掲げ、大規模な埋め立てと整備を行った。
1975年に国会議事堂が中区太平路から移転した。マスコミなどでは、国会ないし国会議員を指す呼称として「汝矣島」が使われることがある（日本の国会を「永田町」と呼ぶのと同様）。その後、金融機関や高層ビルが建てられ、現在のようなビジネスと政治の中心地へと変貌した。
漢江に面した一帯は漢江市民公園・汝矣島地区としてスポーツ施設が整備され、1997年、漢江の支流周辺には汝矣島支流生態公園が造成された。アスファルト敷きだった汝矣島広場は1998年から1999年にかけて緑地化され汝矣島公園となり、市民の憩いの場となっている。
2021年2月26日、現代(ヒョンデ)百貨店の韓国最大級のデパート「ザ・現代ソウル(더현대 서울)」がオープン。

## 交通
地下鉄5号線、地下鉄9号線が通り、汝矣島駅で両路線が接続する。南西から北東を通る5号線だけの駅として汝矣ナル駅、北西から南東を通る9号線だけの駅として国会議事堂駅・セッカン駅の2駅がある。
汝矣島へ行く場合は、前述した5号線、9号線の4駅のほか、京釜線（首都圏電鉄1号線）の永登浦駅や大方駅（徒歩も可能）からそれぞれバスを利用すると便利。また同線新吉駅から汝矣島へ繋がる橋もある。